# 幕内博康
幕内 博康（まくうち ひろやす、1945年 - ）は、日本の外科医である。専門は食道外科手術。東海大学常勤理事、東海大学伊勢原校舎・付属病院本部本部長。医学博士（慶應義塾大学）。

## 経歴
外科医幕内精一の長男として生まれる。「幕内三兄弟」と俗称される医師兄弟の長男であり、弟は幕内雅敏と幕内晴朗。
東海大学医学部外科学系消化器外科学教授で東海大学医学部付属病院第6代病院長である。特定非営利活動法人日本食道学会名誉会長。

## 略歴
- 1963年3月 東京都立日比谷高等学校卒業
- 1970年3月 慶應義塾大学医学部卒業
- 2008年3月迄 東海大学医学部付属病院 病院長
- 2008年4月 東海大学伊勢原校舎・付属病院本部 副本部長
- 2009年4月 学校法人東海大学 理事（常勤） 東海大学伊勢原校舎・付属病院本部 本部長